# Přírodní park Polánka
Přírodní park Polánka byl zřízen Okresním úřadem Tábor dne 14. prosince 1994 a potvrzen nařízením Jihočeského kraje ze dne 19. dubna 2004. Má rozlohu 15,6 km².
Leží na území obcí Bradáčov (místní část Horní Světlá), Dolní Hořice (místní části Hartvíkov, Chotčiny, Mašovice, Oblajovice), Pohnánec, Pohnání, Ratibořské Hory (místní část Dub), Rodná (místní část Blanička) a Vodice (místní části Babčice, Domamyšl).
Posláním přírodního parku Polánka je zachovat krajinný ráz rozsáhlého lesního komplexu s vodními plochami a významnými přírodními a estetickými hodnotami, a nenarušit historické hodnoty osídlení a krajinnou architekturu.

## Geomorfologické zařazení
Přírodní park Polánka leží na území geomorfologického okrsku Dubské vrchy, který náleží podcelku Pacovská pahorkatina, celku Křemešnická vrchovina, oblasti Českomoravská vrchovina.
Jsou zde vrcholy Batkovy (724 m), Hranice (705 m), Jirkova skála (699 m), Homole (666 m).

## Vodstvo
V přírodním parku Polánka pramení řeky Blanice a Trnava a potoky Hartvíkovský, Novomlýnský, Ratibořský, Chotčinský a Skřipinský.
Nachází se zde 8 rybníků - největší jsou Pilský a Mlýnský na Trnavě a Černý na Hartvíkovském potoce.

## Rostlinstvo a živočišstvo
Lesní komplex přírodního parku Polánka je tvořen velmi kvalitními lesními porosty, jedinými v nichž se na Táborsku těží rezonanční dřevo. V okolí nejvyššího vrcholu Batkovy je plocha s nebývalou koncentrací mravenišť mravence lesního menšího (Formica polyctena), jedno ze tří reprodukčních stanovišť na Táborsku. Rybniční soustava vykazuje nezvyklou čistotu, vyskytuje se zde řada chráněných druhů flóry i fauny - ďáblík bahenní, vydra říční a další.

## Osídlení
Na území přírodního parku Polánka se nachází pouze osada Hartvíkov, hájovna Polánka, Oblajovický Mlýn a Hamerský Mlýn.

## Turistika
Přes přírodní park Polánka procházejí tři značené turistické stezky:
- zelená z Dolních Hořic přes Hartvíkov, kolem Mlýnského rybníka do Malešína
- žlutá z Rodné přes Blaničku, hájovnu Polánka, na vyhlídkový vrch Homole
- modrá z Chotčin přes hájovnu Polánka na rozcestí pod Homolí